# Al Plastino
Compléments
Kara Zor-El / Supergirl
Légion des Super-Héros
Brainiac
Al Plastino  (né le 15 décembre 1921 à Manhattan et mort le 25 novembre 2013 à Patchogue) est un dessinateur et encreur de comics américain. C'est un auteur de l'Âge d'argent des comics, un des artistes majeurs de Superman et cocréateur avec le scénariste Otto Binder de Kara Zor-El alias Supergirl, Metallo et de la Légion des Super-Héros pour DC Comics.

## Biographie
En 1941, Al Plastino commence une carrière d'illustrateur pour Dynamic Comics avec les comic strips Dynamic Man et Major Victory. Il a également été encreur sur des numéros du Captain America de Joe Simon et Jack Kirby. Durant la Seconde Guerre mondiale, il réalise des affiches de propagande et illustrations pour des manuels militaires.
En 1947, il s'installe durablement chez DC Comics et commence à travailler sur les séries de comic books Action Comics ou World’s Finest qui présentent les aventures du super-héros Superman. Pendant deux décennies, il continue à dessiner ce personnage dans différentes séries Action Comics, Adventure Comics, Superboy, Superman, Superman's Girl Friend, Lois Lane et Superman's Pal Jimmy Olsen. Il est le dessinateur des comic books, scénarisés par Otto Binder, qui introduisent la cousine de Superman Kara Zor-El alias Supergirl et par la suite la Légion des Super-Héros. Il a dessiné l'histoire Superman's mission for President Kennedy, créée avant la mort du président John Fitzgerald Kennedy et publié en hommage après son assassinat,,.

## Publications
- Funnies Inc.
- Real Fact Comics
- Fawcett Comics / DC Comics
- Action Comics Superman
- Adventure Comics  Superboy
- Superboy
- Superman's Girl Friend, Lois Lane
- Superman's Pal Jimmy Olsen
- Novelty Comics (1943)

## Créations de personnages
Al Plastino et le scénariste Otto Binder ont créé les personnages de fiction suivants :  
- Kara Zor-El / Supergirl
- Légion des Super-Héros (Cosmic Boy, Lightning Lad et Saturn Girl)
- Brainiac
- Kandor